# 北京市海淀区实验小学
北京市海淀区实验小学，简称海淀实验小学，是中国北京市海淀区的一所小学，成立于1965年。经多年发展，现为一校多址的教育集团，截至2021年共有花园村、阜成路、苏州街、北洼路、紫竹院（在建）五个校区，并在丰台区和大兴区办有分校。学校开设约150个教学班，在校学生约6000人，教职工约400人。

## 历史
1965年建立，原名花园村小学，1990年更名为海淀区实验小学。

## 知名校友
- 杜卡妮，2022年北京冬奥会开幕式少儿演员，金帆舞蹈团团员